# Шаба Ду
Адолфо Гутијерез Кињонес (енгл. Adolfo Gutierrez Quiñones; Чикаго, 11. мај 1955 — Лос Анђелес, 29. децембар 2020), познат под надимком Шаба Ду (енгл. Shabba Doo), био је амерички глумац, плесач и кореограф. Најпознатији је по улози у филму Брејкденс из 1984. године.

## Биографија

### Каријера
Рођен је и одрастао у Чикагу, у држави Илиноис. Отац Адолфо је пореклом из Порторика. Његова мајка Рут је била по занимању рачуновођа. Мајка га је сама одгајала од треће године. Имао је млађу сестру Фаун Кињонес, која је такође била плесачица и често је гостовала у музичком телевизијском програму Соул Трејн. Живели су у стамбеном комплексу Кабрини-Грин на северној страни града. Похађао је средњу стручну школу Кули и средњу школу Роберт А. Валер (данас познату као средња школа Линколн Парк). Седамдесетих година његова породица се преселила у подручје Лос Анђелеса. Почео је да плеше у клубовима око булевара Креншо и на местима попут Радиотрона, у близини парка Макартур. Култура брејкденса је расла временом, а скоро сваке ноћи је играо на плесном подијуму. Почео је да назива себе Сер Ленс-а-Лок, потом је постао Шаба-Даба-До-Боп, да би коначно оставио скраћени надимак Шаба Ду.
Као члан групе The Original Lockers, заједно са Доном Кемпбелом, Фредом Беријем и Тонијем Басилом, Кињонес је постао један од иноватора плесног стила познатог као закључавање (енгл. locking, стил фанк плеса који је повезан са хип хопом). Његова најпознатија улога плесача Озона, била је у култном филму Брејкденс из 1984. године. Играо је и у његовом наставку, Брејкденс 2, који је снимљен исте године. Такође се појавио у ТВ серији „Rave - Dancing to a Different Beat”, коју је и режирао. Гостовао је у разним ТВ емисијама, као што су „The Super Mario Bros. Super Show!”, „Married... with Children”, „Miami Vice”, „What's Happening!!”, „Saturday Night Live” и „Lawrence Leung's Choose Your Own Adventure”. Поред глуме и плеса на филму и телевизији, радио је као кореограф и сарађивао са многим певачима, као што су Лајонел Ричи, Мадона и Лутер Вандрос. Био је плесач и главни кореограф на Мадониној концертној турнеји „Who's That Girl?” 1987. године. Био је кореограф за МТВ ситком Џејмија Кенедија по имену „Blowin' Up”. Био је кореограф наступа хип-хоп групе Three 6 Mafia на 78. додели Оскара; група је освојила Оскара за најбољу оригиналну песму за песму „It's Hard out Here for a Pimp“. Појавио се у музичком споту за песму „All Night Long” од Лајонела Ричија, а појавио се и у споту певачице Чаке Кан за песму „I Feel for You” из 1984. године.

### Приватни живот
Два пута се женио и има двоје деце. Његов први брак био је с Гвендолин Пауел од 1976. до 1982. Након развода са Пауеловом, оженио се глумицом Лелом Рошон 1982. године. Били су у браку до 1987. Преминуо је у 65. години 29. децембра 2020. у свом дому. Касније у извештају мртвозорника, као узрок смрти наведена је артеросклеротична кардиоваскуларна болест.

## Филмографија
| Улоге Шаба Ду |                 |                                   |                |                               |
| Година        | Српски назив    | Изворни назив                     | Улога          | Напомена                      |
| 1978.         |                 | Disco Fever                       | плесач         |                               |
| 1980.         |                 | Xanadu                            | плесач         |                               |
| 1984.         | Брејкденс       | Breakin'                          | Озон / Орландо |                               |
| 1984.         | Брејкденс 2     | Breakin' 2: Electric Boogaloo     | Озон           |                               |
| 1989.         | Танго и Кеш     | Tango & Cash                      | плесач         |                               |
| 1990.         |                 | Lambada                           | Рамоун         |                               |
| 1993.         |                 | Rave, Dancing to a Different Beat |                |                               |
| 1995.         |                 | Steel Frontier                    | Дикон          |                               |
| Телевизија    |                 |                                   |                |                               |
| Година        | Српски назив    | Изворни назив                     | Улога          | Напомена                      |
| 1976.         |                 | What's Happening!!                | плесач         | Епизода: „My Three Tons”      |
| 1980.         |                 | The Big Show                      |                | 1 епизода                     |
| 1985.         | Пороци Мајамија | Miami Vice                        | Пепе           | Епизода: „The Maze”           |
| 1985.         |                 | Kids Incorporated                 |                | Епизода: „A Lad and His Lamp” |
| 1989.         |                 | The Super Mario Bros. Super Show! |                | Епизода: „Dance”              |
| 1990.         | Брачне воде     | Married... with Children          | Сесил          | Епизода: „Rock and Roll Girl” |
| 1991.         |                 | The Sitter                        | Ник            | ТВ филм                       |